# Polerovirus
Genre
Polerovirus est un genre de virus qui infecte les plantes (phytovirus). Ce genre, rattaché à la famille des Solemoviridae, comprend  treize espèces officiellement décrites, dont le PLRV (Potato leafroll virus), le virus de l'enroulement de la pomme de terre, qui en est l'espèce-type.
Le nom dérive de la contraction du nom de l'espèce-type du genre,  le PLRV (Potato leafroll virus).
Ce sont des virus à ARN linéaire, à simple brin et à polarité positive (ssRNA), classés dans le groupe IV de la classification Baltimore. Le génome, monopartite, compte de 5300 à 5700 nucléotides. Les virions, non enveloppés, sont constitués d'une capside icosaédrique de 25 à 30 nm de diamètre.
Ces virus sont transmis par des insectes vecteurs de la famille des Aphididae (pucerons).
Selon les espèces, il infectent des plantes-hôtes appartenant aux dicotylédones (pomme de terre, betterave, colza, etc.) et parfois aux monocotylédones (céréales).

## Référence biologique
- (en) ICTV : Polerovirus  (consulté le 1er février 2021)